# Notholca hollowdayi
Notholca hollowdayi är en hjuldjursart som beskrevs av Dartnall 1995. Notholca hollowdayi ingår i släktet Notholca och familjen Brachionidae. Inga underarter finns listade i Catalogue of Life.